# Philedone
Philedone là một chi bướm đêm thuộc phân họ Tortricinae của họ Tortricidae.

## Các loài
- Philedone gerningana ([Denis & Schiffermuller], 1775)